# Râul Marañón

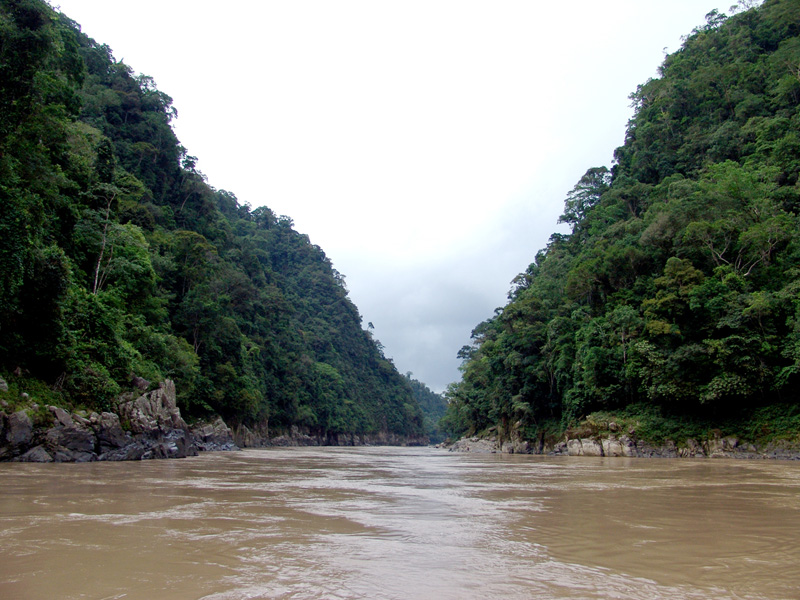
Râul Marañón

Marañón este un afluent important al Amazonului, curgând cea mai mare parte pe teritoriul statului Peruan. Izvoarele sale se află la aproximativ 60 de km depărtare de capitala țării, Lima, și curge apoi prin o vale andină erodată pe direcția nord-vestului.